# 双溪利亚
双溪利亚，又称烈港，是印度尼西亚邦加-勿里洞省邦加县的一个区。它是邦加島第三大聚居区，毗邻邦加檳港。该区下辖13个村。区内主要经济以农业为主。

## 图片集

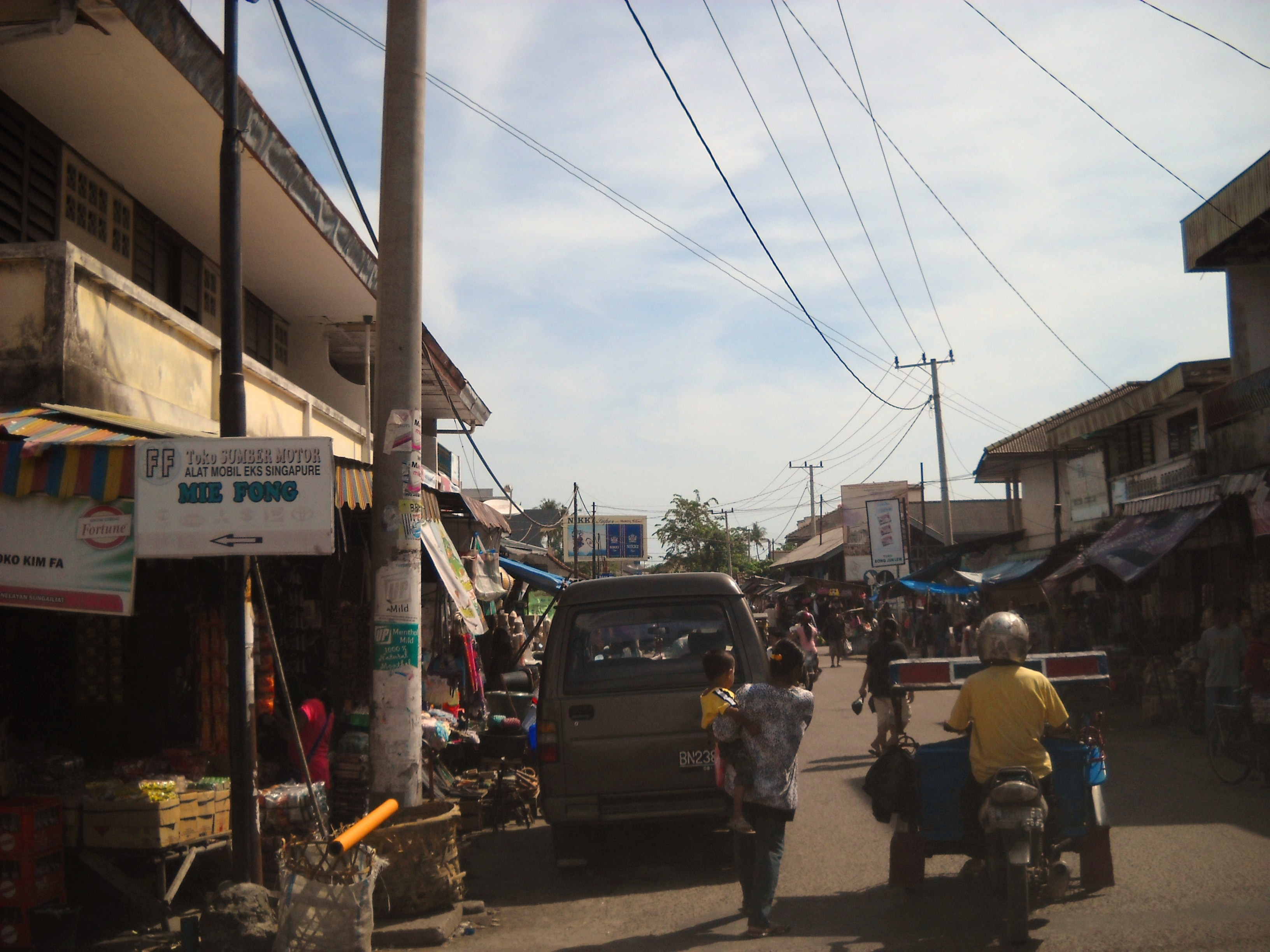
区内的市场
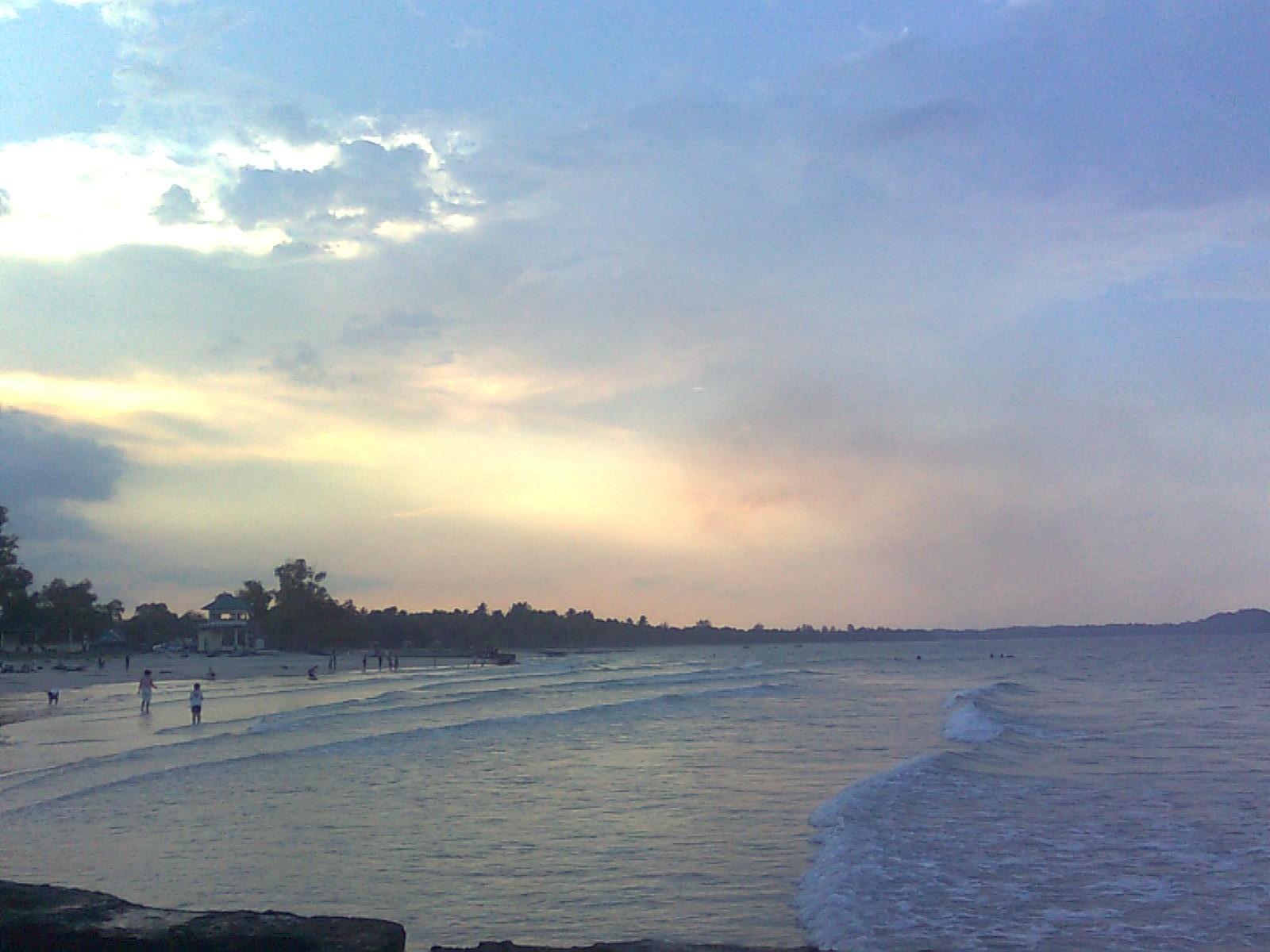
区内海边日落照片
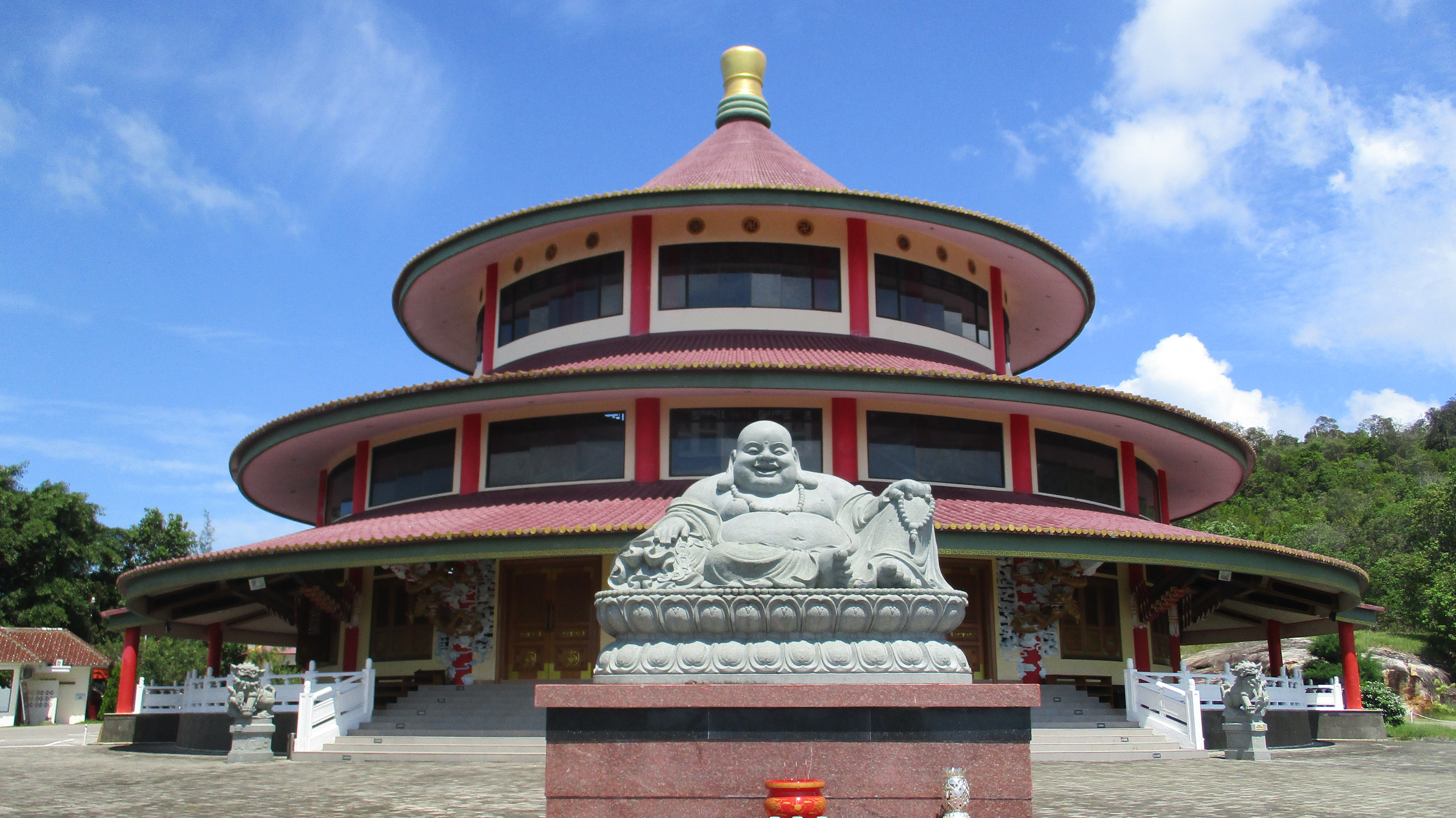
三聖殿